# Pierre Cuberte (Naillat)
La Pierre Cuberte ou Pierre Euberte, appelée aussi dolmen de Pécut ou dolmen de la Valette, est un dolmen situé à Naillat dans le département français de la Creuse.

## Protection
L'édifice est mentionné sur la liste des monuments historiques de 1889 sous le nom Pierre-Eubeste, et sur celle de 1900 et sur le Journal Officiel du 18 avril 1914 sous le nom de Pierre-Tubeste. Il est alors localisé à tort sur la commune de Dun-le-Palleteau, devenue Dun-le-Palestel en 1952. En raison de son état de délabrement, il a fait l’objet d'une fouille de sauvetage en 1973 dirigée par C. Gautran-Moser et d’un classement  en 1980.

## Description
Sur le croquis de Pierre de Cessac dressé vers 1860, le dolmen comporte six orthostates, trois au nord, trois au sud et il est encore recouvert par deux tables de couverture de respectivement 2,30 m de longueur  sur 1,70 m de large et 2,70 m de long sur 1,50 m de large. La chambre mesure environ 2 m de large.
La fouille de sauvetage de 1973 a mis en évidence que le sol rocheux sous-jacent est constitué d'une embréchite qui se délite naturellement en formant des rainures. Les dalles supports, en gneiss œillé d'origine locale, ont parfois été calées dans ces rainures ou au besoin des rainures artificielles ont été creusées. La fouille n'a pas permis de déterminer précisément le type du dolmen (dolmen à couloir ? dolmen angevin ?) mais il s'agit d'un dolmen à l'architecture complexe précédé d'une structure (couloir ? vestibule ? antichambre?) dont il ne reste qu'un seul support.

## Matériel archéologique
La fouille de 1973 n'a livré que quelques tessons de céramique, un petit outillage lithique en quartz (deux racloirs, un percuteur, une lamelle et des éclats). Le musée de Guéret conserve quatorze outils en silex (lames, grattoirs, perçoirs, éclats) provenant de Naillat. Pierre de Cessac mentionne avoir recueilli, dans un rayon d'environ 10 m autour du dolmen, des tessons d'une poterie grossière et des fragments de tuile.